# Гужевик
Гужеви́к  — орнітологічний заказник місцевого значення. Розташований на схід від села Блешня Семенівського району Чернігівської області.

## Загальні відомості
Орнітологічний заказник місцевого значення «Гужевик» створений рішенням Чернігівського облвиконкому від 14 травня 1999 року № 578.
Заказник «Гужевик» загальною площею 26,1 га розташовано в Семенівському держлісгоспі на землях Блешнянського лісництва кв. 88.

## Завдання
Основним завданням орнітологічного заказника місцевого значення «Гужевик» є збереження заболоченої території, на якій міститься гніздування лелеки чорного.
- проведення наукових досліджень і спостережень;
- підтримання загального екологічного балансу в регіоні;
- поширення екологічних знань тощо.